# Mary Hansen
Mary Hansen (1 de noviembre de 1966 - 9 de diciembre de 2002) fue una vocalista y guitarrista australiana del grupo de post-rock Stereolab. 
Mary Therese Hansen nació en Maryborough, al norte de Brisbane, Australia. Dejó la escuela a los 17 años y fue a estudiar a Brisbane. En 1988 se mudó a Londres, donde formó parte del grupo indie de Essex The Wolfhounds. Conoció al fundador de Stereolab Tim Gane cuando The Wolfhounds tocó con su banda McCarthy, y se unió a Stereolab como segunda vocalista en 1992, aunque también contribuiría tocando guitarra, teclados y percusión, y se convertiría en colaboradora fija del grupo por 10 años (hasta su muerte), destacándose por actuar como contrapunto de la otra vocalista, Laetitia Sadier. Durante este tiempo también mantuvo un trabajo en un cine de Londres.
En el año 2000 Hansen formó Schema junto al grupo de space rock de Seattle Hovercraft. Schema editó un EP autotitulado pero se separó tras la muerte de Hansen.
Hansen falleció en Londres a los 36 años en un accidente de tránsito cuando fue embestida por un camión mientras viajaba en bicicleta, el 9 de diciembre de 2002.
También aportó su voz en álbumes de grupos como Europa 51, Brokeback, The High Llamas, Moonshake y Mouse on Mars; y produjo al grupo londinense Chicano.
En el año 2004 se editó Hybird, un álbum póstumo con música y arte de tapa de Hansen. El mismo contenía tres canciones que habían sido lanzadas en edición limitada antes de su muerte, y una canción final que fue completada por Andy Ramsay de Stereolab.
En el primer LP que Stereolab editó tras la muerte de Hansen, Margerine Eclipse, hay una canción titulada "Feel and Triple" dedicada a ella.